# Trypogalumnella densoporosa
Trypogalumnella densoporosa är en kvalsterart som beskrevs av Sandór Mahunka 1995. Trypogalumnella densoporosa ingår i släktet Trypogalumnella och familjen Galumnellidae. Inga underarter finns listade i Catalogue of Life.